# Новоказанка (Чебулинський округ)
Новоказа́нка (рос. Новоказанка) — присілок у складі Чебулинського округу Кемеровської області, Росія.

## Населення
Населення — 179 осіб (2010; 225 у 2002).
Національний склад (станом на 2002 рік):
- росіяни — 95 %